# 3D Pool
3D Pool è un videogioco di biliardo con grafica tridimensionale pubblicato nel 1989 per i computer Amiga, Amstrad CPC, Atari ST, BBC Micro, Commodore 64, Electron, MS-DOS, MSX e ZX Spectrum dalla Firebird. Solo in alcune schermate e manuali viene chiamato anche Maltese Joe's Pool Challenge o Maltese Joe Barbara Plays 3D Pool, in riferimento al campione europeo Joe Barbara detto "Maltese Joe". L'edizione americana per DOS (1990) è intitolata Sharkey's 3D Pool e non ha più alcun riferimento a Barbara.
Per Commodore 16 uscì una conversione amatoriale non ufficiale.
Venne annunciata una conversione ufficiale per Archimedes, mai completata.

## Modalità di gioco
La visuale tridimensionale sul tavolo da biliardo può essere ruotata a 360° attorno alla palla bianca, inclinata verticalmente, e zoomata. La visuale è in prima persona dal punto di vista del giocatore virtuale, ma non è visibile la sua stecca. La direzione di tiro infatti è sempre dritta in avanti, come se la stecca fosse al centro dello schermo, e si regola variando la visuale.
Nel frattempo si possono regolare la forza del tiro, tramite una barra colorata di lunghezza variabile, e l'effetto del tiro, tramite un'icona della palla bianca con sopra un puntatore a crocetta, che indica in quale punto della palla la stecca colpirà. La crocetta si sposta manualmente in orizzontale, mentre gli spostamenti verticali (l'effetto di colpire più sopra o più sotto) seguono automaticamente l'altezza della visuale.
3D Pool permette di giocare con le regole della palla 8 (in breve: si devono imbucare le 7 palle del proprio colore e per ultima la palla nera, e per fare un tiro valido la palla bianca battente deve colpire per prima una palla del proprio colore).
Si può giocare una partita singola contro un avversario umano, contro il computer scegliendo tra vari personaggi, o in dimostrativo computer contro computer. In giocatore singolo si può affrontare un torneo a eliminazione, a partire dai quarti di finale, al meglio delle tre, contro avversari abbinati casualmente, per poi affrontare una sfida finale contro Maltese Joe.
Inoltre la modalità trick play permette di affrontare dei tiri complessi con particolari configurazioni predefinite delle palle sul tavolo. Bisogna riuscire a imbucare in un colpo solo tutte le palle del colore stabilito. Si possono tentare tutte le configurazioni a volontà. Un editor permette di modificare le configurazioni per creare i propri tiri complessi.
Solo nella versione MS-DOS venne aggiunta l'opzione per giocare anche a palla 9.
Le versioni MSX e ZX Spectrum hanno grafica monocromatica nella visuale di gioco. Le versioni Amstrad CPC, BBC Micro, Commodore 64 ed Electron usano una modalità a 4 colori. In entrambi i casi le palle dei due giocatori, anziché essere rosse e gialle, si distinguono in base alla retinatura.
Con la versione originale su disco per Commodore 64 era incluso in omaggio anche il videogioco Zalaga, un clone di Galaga realizzato dallo stesso programmatore di 3D Pool e inedito in versione Commodore 64.

## Sviluppo
3D Pool venne sviluppato da Orlando Marshall Pilchard QC, che si rivelò poi essere lo pseudonimo di Nick Pelling. Aveva iniziato nei primi anni '80 a pubblicare videogiochi con la propria etichetta Aardvark Software, accreditandosi solo come "Orlando", e il suo titolo di maggior successo finora era Frak! per BBC Micro, l'ultimo che autopubblicò. Pelling era conosciuto come programmatore di demo e motori grafici per BBC Micro. In seguito lavorò ad alcune conversioni per Commodore 64 per la System 3 e la Electric Dreams e in questo periodo vide l'arcade After Burner; a gioco fermo, la macchina mostra un'animazione di palle tridimensionali secondo vari schemi, e Pelling volle riprodurre quell'effetto in un demo per BBC Micro. Scrisse il demo in BBC BASIC, con una routine Assembly per gli sprite; quando lo mostrò a Jon Hare, che aveva lavorato alla System 3, questi gli suggerì di ricavarne un gioco vero e proprio. Pelling combinò la tecnica del demo con il biliardo e ne derivò 3D Pool, che venne prodotto dalla Firebird, con Colin Fuidge come direttore del progetto.
Pelling sviluppò prima la versione BBC Micro, poi da lui convertita per Commodore 64 ed Electron, mentre le conversioni per i computer basati su Z80 vennero affidate da Fuidge a Jeff Caulder. Pelling programmò poi la versione Atari ST, suo primo titolo per una macchina a 16 bit, poi convertita per Amiga. Nel complesso impiegò poco più di un anno per sviluppare tutte le proprie versioni. Realizzò anche una versione demo per Archimedes. Fu l'ultimo gioco di Pelling per BBC Micro.
3D Pool doveva avere come testimonial ufficiale Joe Barbara detto "Maltese Joe", allora campione europeo di pool. Una presentazione del gioco alla stampa fu organizzata a Islington a febbraio/marzo 1989, con partite di vero biliardo, in particolare un incontro tra Nick Pelling e Maltese Joe; ovviamente vinse quest'ultimo, ma (stando al racconto di un ex Telecomsoft) Pelling si difese bene. 
Verso la fine dello sviluppo fu annunciata la vendita della Telecomsoft, proprietaria dell'etichetta Firebird, che fu acquisita dalla MicroProse, e ciò influì sulla pubblicazione di 3D Pool. Maltese Joe venne rimosso dalle confezioni; stranamente il suo nome rimase menzionato all'interno del gioco e sul retro della confezione, e su Amiga e Atari ST durante il caricamento rimase una breve animazione digitalizzata di lui che effettua un tiro. A lungo termine la rimozione giovò alla reputazione del gioco, visto che Barbara venne incarcerato nel 1995 per falsificazione di denaro.
La MicroProse assegnò la conversione per MS-DOS e l'americanizzazione del gioco alla statunitense Designer Software, che realizzò Sharkey's 3D Pool, cambiando alcuni nomi di avversari, aggiungendo l'opzione palla 9 e facendo varie migliorie estetiche.
Molti anni dopo Pelling rielaborò il proprio programma per realizzare 3D Pocket Pool per Game Boy Color, edito da Virgin Games nel 2000.

## Accoglienza
3D Pool ottenne di solito valutazioni discrete o buone dalla stampa dei suoi tempi, a volte con qualche critica per la presenza di una sola disciplina del biliardo.
La visuale tridimensionale rappresentava un'apprezzata novità nel genere dei videogiochi di biliardo, almeno nell'ambito degli home computer. Per il Commodore 64, a quei tempi il vecchio Billiards della HAL Laboratory (1983) era ancora ricordato come il miglior gioco di biliardo e finalmente aveva una valida alternativa. La novità non era assoluta, essendo già uscito Billiards Simulator per Atari ST con grafica 3D, ma non aveva rotazioni fluide ed effetti dei tiri buoni quanto 3D Pool.
Veniva talvolta menzionata anche la qualità dell'intelligenza artificiale degli avversari computerizzati.
Le versioni per computer della vecchia generazione a 8 bit erano messe comprensibilmente più in difficoltà dalla grafica 3D piena e ricevettero qualche critica per la lentezza dell'animazione e la lentezza di calcolo dell'azione dell'avversario computerizzato.